# 부강역
부강역(Bugang station, 芙江驛)은 세종특별자치시 부강면 부강리에 있는 경부선과 부강화물선의 철도역이다.

## 열차 정보
주중에 상행 3회, 하행 8회, 주말에 상행 3회, 하행 7회의 무궁화호가 정차한다. 무궁화호의 열차번호는 다음과 같다.
경부선: 1201, 1219, 1220, 1224, 1301, 1308, 1312, 1316
광주선: 1426
전라선: 1504, 1512

## 역사
- 1909년 11월 1일 : 보통역으로 영업 개시
- 1938년 9월 22일 : 역사 준공
- 1965년 1월 1일 : 한국프라스틱전용선 부설(2.4km)
- 1987년 12월 20일 : 한국프라스틱전용선 폐지
- 1989년 12월 14일 : 성신양회전용선 개통
- 1991년 9월 1일 : 소화물 취급 중지[3]
- 1997년 11월 17일 : 현 역사 준공
- 2010년 1월 2일 : 부강화물선 개통
- 2014년 5월 1일 : 충북종단열차 운행 개시
- 2020년 3월 1일 : 호남선 누리로 운행 종료

## 역 정보
역 부근에 시멘트 사일로와 군 보급기지가 있어서 관련 화물을 주로 운송한다. 현재 건설 중인 세종의 도심과 가장 가까운 철도역으로써 세종시 관문의 역할을 하게 된다.

### 승강장
| ↑ 조치원        |
| １２ \| ３４ \| |
| 신탄진 ↓        |

| 1 | 경부선 | 사용하지 않음                                                  |
| 2 | 경부선 | 조치원 · 천안 · 평택 · 수원 · 안양 · 영등포 · 용산 · 서울 방면 |
| 3 | 경부선 | 대전 · 부산 · 목포 · 순천 · 광주 · 여수엑스포 방면             |
| 4 | 경부선 | 사용하지 않음                                                  |

## 인접한 역
| 경부선                               | 경부선                               | 경부선                                            |
| ------------------------------------ | ------------------------------------ | ------------------------------------------------- |
| 조치원 서울 방면 용산 방면 영주 방면 | 무궁화호 경부선 호남선·전라선 충북선 | 신탄진 부산 방면 광주·여수엑스포 방면 동대구 방면 |